# Gaetano Paternó di Manchi di Bilici

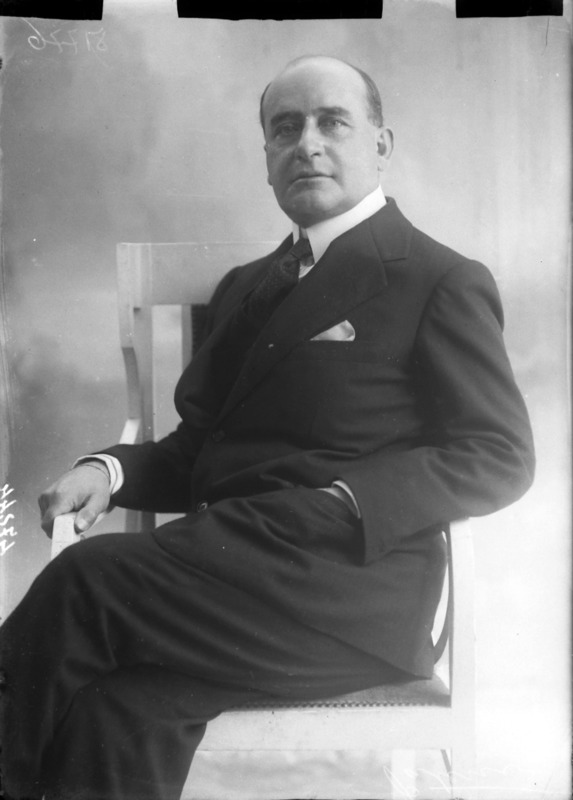
Gaetano Paternò di Manchi di Bilici

Gaetano Paternó di Manchi di Bilici (* 9. November 1879 in Catania; † 5. August 1949 Rom) war ein  italienischer Diplomat.

## Leben
Gaetano Paternó di Manchi di Bilici war der Sohn von Agata Paternò Castello und Michele Paternó di Manchi di Bilici. Er heiratete am 2. Juli 1907 in Florenz Emily Thropp.
Mit einem ministeriellen Dekret vom 16. September 1913 wurde er als Legationssekretär zweiter Klasse nach Cetinje entsandt. Mit dem ministeriellen Dekret vom 10. September 1916 wurde er mit Wirkung zum 1. Februar 1917 zum Gesandtschaftssekretär erster Klasse befördert.
Von 1921 bis 1924 war er Gesandter in Kabul.
Gaetano Paternó di Manchi di Bilici war vom 13. Oktober 1923 bis 2. Februar 1924 Gesandter in Moskau.
Vor dem Vertrag von Rapallo	am 16. April 1922 war die Diplomatie der beiden Staaten unauffällig. Da sich vorher die Sowjetunion als Staat formiert hatte, geriet die Übergabe seines Akkreditierungsschreibens an Maxim Maximowitsch Litwinow zur Anerkennung der sowjetischen Regierung Alexei Iwanowitsch Rykow durch Benito Mussolini.
Von 1928 bis 1930 war er Gesandter in Kairo.
Von 1930 bis 1931 war er Gesandter in Addis Abeba.
Von 1932 bis 1935 war er Gesandter in Stockholm.
1935 war er Gesandter in Bern.

## Veröffentlichungen
- Die Bedeutung des italienischen Konsulats in Harar für die wirtschaftliche Durchdringung der somalischen Teile Äthiopiens